# 博根巴伊·巴特尔
博根巴伊·巴特尔（1680年—1778年）， 是十八世纪哈薩克汗國中玉兹阿爾根部著名的勇士。
他父親阿克沙是汗國中貴族，曾被頭克汗授予80000人抵抗準噶爾，他還熱衷於演說。
博根巴伊繼承了父親的這種能力，從童年開始他就學習演說。同時他也積極抵抗準噶爾，對阿布賚結束準噶爾統治發揮了重要作用。